# Gianlucca Fatecha
Gianlucca Fatecha Benítez (Asunción, 17 febbraio 1998) è un calciatore paraguaiano, centrocampista del Deportivo Recoleta.

## Carriera

### Club
Fatecha è cresciuto nel settore giovanile del Olimpia dove ha debuttato il 21 febbraio 2016 nell'incontro di División Profesional perso 1-0 contro il Cerro Porteño. Il 10 luglio del 2017 è stato ceduto in prestito all'Anderlecht, dove ha trascorso una stagione nell'Under-21. Rientrato all'Olimpia ha giocato con l'Under-23 per due stagioni per poi passare nel 2020 al 12 de Octubre, dove non ha giocato alcun incontro. Nel 2021 è andato con la stessa formula al River Plate.
Nel 2022 ha lasciato definitivamente il club bianconero ed ha firmato con il Sol de América. Ha segnato il suo primo gol in carriera il 17 settembre nell'incontro di campionato vinto 3-2 contro il General Caballero (JLM) proprio grazie alla sua rete nei minuti di recupero. A inizio 2023 è passato ai peruviani del Cienciano ma dopo soli sei mesi è tornato in patria allo Sp. San Lorenzo.
L'8 gennaio 2024 è stato acquistato dal Cerro Largo.

### Nazionale
Ha giocato nelle nazionali giovanili paraguaiane Under-17 ed Under-20.

## Statistiche

### Presenze e reti nei club
Statistiche aggiornate al 23 maggio 2024.
| Stagione        | Squadra         | Campionato      | Campionato | Campionato | Coppe nazionali | Coppe nazionali | Coppe nazionali | Coppe continentali | Coppe continentali | Coppe continentali | Altre coppe | Altre coppe | Altre coppe | Totale | Totale | Totale |
| Stagione        | Squadra         | Comp            | Pres       | Reti       | Comp            | Pres            | Reti            | Comp               | Pres               | Reti               | Comp        | Pres        | Reti        | Pres   | Reti   |        |
| --------------- | --------------- | --------------- | ---------- | ---------- | --------------- | --------------- | --------------- | ------------------ | ------------------ | ------------------ | ----------- | ----------- | ----------- | ------ | ------ | ------ |
| 2016            | Olimpia         | PD              | 10         | 0          |                 | -               | -               | CL                 | 2                  | 0                  |             | -           | -           | 12     | 0      |        |
| 2017            | Olimpia         | PD              | 1          | 0          |                 | -               | -               |                    | -                  | -                  |             | -           | -           | 1      | 0      |        |
| 2020            | 12 de Octubre   | PD              | 0          | 0          |                 | -               | -               |                    | -                  | -                  |             | -           | -           | 0      | 0      |        |
| 2021            | River Plate     | PD              | 5          | 0          |                 | -               | -               | CS                 | 0                  | 0                  |             | -           | -           | 5      | 0      |        |
| 2022            | Sol de América  | PD              | 15         | 3          |                 | -               | -               | CS                 | 0                  | 0                  |             | -           | -           | 15     | 3      |        |
| 2023            | Cienciano       | L1              | 12         | 0          | CP              | 0               | 0               | CS                 | 1                  | 0                  |             | -           | -           | 13     | 0      |        |
| 2023            | Sp. San Lorenzo | PD              | 8          | 1          | CP              | 0               | 1               |                    | -                  | -                  |             | -           | -           | 9      | 1      |        |
| 2024            | Cerro Largo     | PD              | 6          | 0          | CU              | 0               | 0               | CS                 | 1                  | 0                  |             | -           | -           | 7      | 0      |        |
| Totale carriera | Totale carriera | Totale carriera | 57         | 4          |                 | 1               | 0               |                    | 3                  | 0                  |             | -           | -           | 61     | 4      |        |